# Руденко, Роман Андреевич

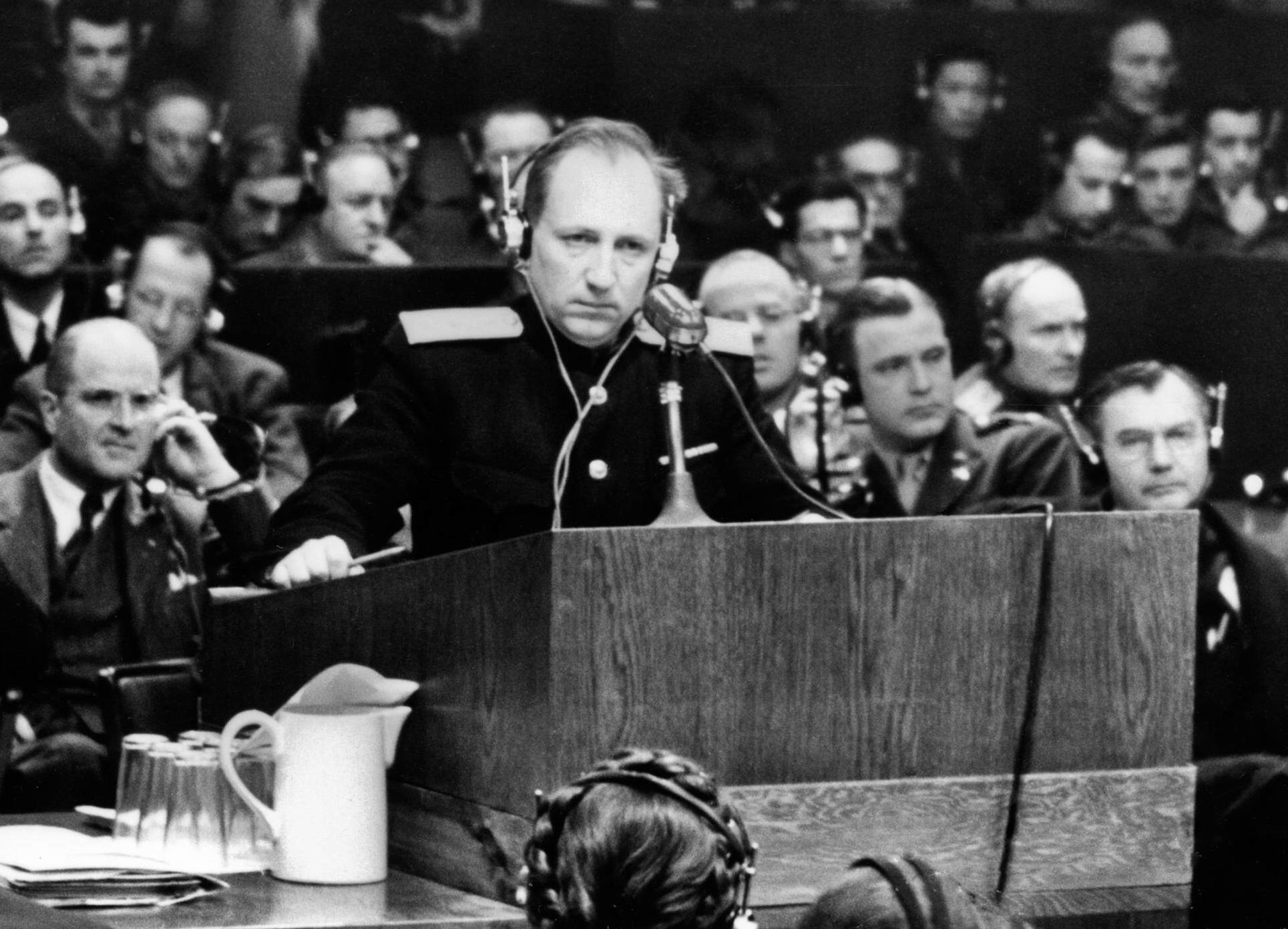
Выступление Р. А. Руденко
на Нюрнбергском процессе

Рома́н Андре́евич Руде́нко (укр. Рома́н Андрі́йович Руде́нко; 25 июля (7 августа) 1907, Носовка, Нежинский уезд, Черниговская губерния, Российская империя — 23 января 1981, Москва, РСФСР, СССР) — советский государственный деятель, Действительный государственный советник юстиции (1953), Генеральный прокурор СССР (1953—1981), Герой Социалистического Труда (1972), член ЦК КПСС (с 1961).
Входил в состав особой тройки НКВД СССР, участник массовых репрессий. Главный обвинитель от СССР на Нюрнбергском процессе. Возглавлял следственную группу по делу Лаврентия Берии. В период сталинизма — активный участник сталинских репрессий, а во время «оттепели» — один из инициаторов реабилитации жертв политических репрессий.

## Биография
Родился 25 июля (7 августа) 1907 года в местечке Носовка Нежинского уезда Черниговской губернии (сейчас райцентр Черниговской области Украины) в многодетной семье казака Андрея Григорьевича Руденко и Натальи Емельяновны, украинец. Сестра Нина и братья Пётр, Николай, Фёдор. Супруга Мария Андреевна, дети — Лариса и Сергей. Член ВКП(б)- КПСС с 1926 года.

### Образование
Роман Руденко окончил семилетку в Носовке в 1922 году.
Руденко в 1940 году стал студентом заочного отделения Харьковского юридического института, но закончил только первый курс. Позже, успешно окончил экстернат Московской юридической школы Наркомата юстиции РСФСР и Высшие юридические курсы (с сентября 1940 по июнь 1941) при Всесоюзной правовой академии (образование — высшее).

### Карьера
В 1929 году по решению Черниговского окружного комитета партии был направлен на следственную работу в окружную прокуратуру, где в том же году становится старшим следователем.
В 1937—1938 годах — прокурор Донецкой области. Этот период отмечен вхождением в состав особой тройки, созданной по приказу НКВД СССР № 00447 от 30 июля 1937 года и активным участием в сталинских репрессиях.
В 1938—1940 годах — прокурор Сталинской области.
В 1939 году избран делегатом XVIII съезда ВКП(б) с правом совещательного голоса.
С 26 июня 1941 до 1942 года — начальник отдела Прокуратуры СССР по надзору за органами РКМ. С 1942 — заместитель прокурора УССР, в 1944—1953 годах — прокурор УССР. Главный обвинитель от СССР на Нюрнбергском процессе в 1945—1946 годах. В 1945 году входил в состав суда над лидерами польского движения сопротивления «Процесс шестнадцати». Был комендантом «Спецлагеря № 7» НКВД в котором из 60 тысяч узников как минимум 12 тысяч погибли из-за плохих условий содержания, пыток, голода, психологического и физического истощения.

### Генеральный прокурор СССР
29 июня 1953 года на заседании Президиума ЦК КПСС его кандидатура была утверждена на должность Генерального прокурора СССР, а 30 июня 1953 года Президиум Верховного Совета СССР своим указом произвёл соответствующее назначение. Данную должность Р. А. Руденко занимал до самой смерти.
С 1951 года депутат Верховного Совета СССР. С 1956 года кандидат в члены, с 1961 года являлся членом ЦК КПСС.
В 1953 году фактически возглавлял следственную группу по делу Л. П. Берии и его сообщников. В состав следственной группы входили следователи Прокуратуры СССР и Главной военной прокуратуры СССР Преображенский, Китаев, Цареградский и другие.
В 1970-е годы готовил для Политбюро ЦК КПСС документы по преследованию диссидентов (совместно с Ю. В. Андроповым).
Указом Президиума Верховного Совета СССР от 25 мая 1972 года за выдающиеся достижения в деле укрепления правопорядка, социалистической законности Генеральному прокурору СССР Руденко Роману Андреевичу присвоено звание Героя Социалистического Труда с вручением ордена Ленина и  медали «Серп и Молот».
Награждён шестью орденами Ленина, орденом Октябрьской Революции, орденом Трудового Красного Знамени, медалями.
Роман Андреевич Руденко умер 23 января 1981 года на 74-м году жизни. Похоронен на Новодевичьем кладбище в Москве.

## Участие в массовых репрессиях
Занимая прокурорские должности, в том числе должность Прокурора УССР, принимал участие в массовых репрессиях.
В период Большого террора он был прокурором Донецкой, а с 1938 года — Сталинской областей. В этом качестве Руденко входил в состав «особой тройки», осуществлявшей в ускоренном порядке производство по массовым операциям НКВД, в том числе и по «немецкой» и другим операциям по «национальным контингентам», в рамках которых репрессировали граждан СССР неблагонадёжных национальностей (немцев, поляков, латышей, финнов и так далее). По данным исследователя архивов Константина Богуславского, работавшего в бывшем архиве КГБ УССР, Руденко в рамках так называемой «кулацкой операции» по знаменитому приказу НКВД № 00447 осудил к расстрелу 9801 человека, а в рамках операций по «национальным контингентам» (приказ № 00606) — ещё около 2500 человек. При многих расстрелах Руденко присутствовал лично.
Возглавлял следственную группу по делу арестованного наркома внутренних дел СССР Лаврентия Берии и вместе с ним В. Н. Меркулова, Б. З. Кобулова, С. А. Гоглидзе, П. Я. Мешика, В. Г. Деканозова, Л. Е. Влодзимирского.

## Участие в реабилитации жертв политических репрессий
После 1953 года принимал активное участие в реабилитации и оправдании жертв политических репрессий.
По предложению Руденко 4 мая 1954 года была создана Центральная комиссия по пересмотру дел осуждённых за «контрреволюционные преступления». Руденко возглавил комиссию. В регионах были созданы подчинённые комиссии. Центральная комиссия пересматривала дела на лиц, осуждённых Особым совещанием, (а ранее коллегией ОГПУ), Военной коллегией Верховного суда СССР и военными трибуналами.
Проработала до 24 марта 1956 года, когда была заменена Центральной комиссией по рассмотрению дел на лиц, отбывающих наказание за политические, должностные и хозяйственные преступления.
В январе 1956 года Президиум ЦК КПСС была образована комиссия по изучению материалов о политических репрессиях в стране в период 1935—1940 годов. Её возглавил секретарь ЦК КПСС, академик П. Н. Поспелов. В неё вошли также секретарь ЦК КПСС А. Б. Аристов, председатель ВЦСПС Н. М. Шверник, заместитель председателя Комитета партийного контроля при ЦК КПСС П. Т. Комаров. Активное участие в работе комиссии принимал и Генеральный прокурор Союза. Выводы комиссии легли в основу секретного доклада «О культе личности и его последствиях», произнесённого первым секретарём ЦК КПСС Н. С. Хрущёвым 25 февраля 1956 года, в последний день работы XX съезда КПСС. В докладе впервые было сказано о беззакониях и произволе, творимых органами ОГПУ-НКВД-НКГБ-МГБ не только с попустительства, но и по прямому указанию И. В. Сталина.
Руденко стал одним из трёх инициаторов (наравне с Жуковым Г. К. и Горшениным К. П.) принятия совместного постановления ЦК КПСС и Совета министров СССР от 29 июня 1956 года «Об устранении последствий грубых нарушений законности в отношении бывших военнопленных и членов их семей».

## В качестве государственного обвинителя
Американский учёный-юрист Беата ван Шаак, характеризует Руденко и его коллегу Никитченко как профессиональных советских бюрократов, которые были явно ниже по уровню (clearly in over their heads) юридических корифеев, отправленных на Нюрнбергский процесс. Помимо широко известного Нюрнбергского процесса лично поддерживал обвинение в процессуальном статусе Государственного обвинителя:

### Как прокурор УССР
Октябрь 1951. Судебный процесс по делу оуновца-террориста Стахура, убившего совместно с Лукашевичем в октябре 1949 года писателя Я. А. Галана.

### Как Генеральный прокурор СССР
По делам, рассмотренным Военной коллегией Верховного суда СССР:
- 14—19 декабря 1954 года, Ленинград, выездная сессия ВКВС в Доме офицеров Ленинградского военного округа. Судебный процесс по делу В. С. Абакумова и его сообщников А. Г. Леонова, В. И. Комарова, М. Т. Лихачёва, И. А. Чернова, Я. М. Бровермана.
- Сентябрь 1955 года, Тбилиси, выездная сессия ВКВС в Доме железнодорожников (проспект Плеханова). Судебный процесс по делу А. Н. Рапава, Н. М. Рухадзе, Ш. О. Церетели, К. С. Савицкого, Н. А. Кримяна, А. С. Хазана, С. Н. Надарая, Г. И. Парамонова, занимавшихся фальсификацией материалов уголовных дел, истязанием заключённых.
- 12 апреля 1956 года, Баку, выездная сессия ВКВС в клубе культуры имени Ф. Э. Дзержинского (ныне Культурный центр им. Шахрияра). Судебный процесс по делу М. Д. Багирова и его сообщников С. И. Атакишиева, Т. М. Борщёва, Р. А. Маркаряна, С. Ф. Емельянова, Х. И. Григоряна.
- 1960 год. Судебный процесс по делу американского лётчика Ф. Пауэрса.

## Участие в законотворчестве
Принимал активнейшее участие в подготовке и принятии важнейших общесоюзных документов, таких как:
- постановления ЦК КПСС «О мерах по дальнейшему укреплению социалистической законности и усилению прокурорского надзора» от 19 января 1955 года (партийно-политический документ);
- Положения о прокурорском надзоре в СССР, утверждённого Президиумом Верховного Совета СССР 24 мая 1955 года (нормативный правовой акт);
- закона СССР «О прокуратуре СССР», принятого в соответствии с Конституцией СССР 1977 года сессией Верховного Совета СССР 10-го созыва 30 ноября 1979 года (нормативный правовой акт).

## Киновоплощения
- 1971 — Нюрнбергский эпилог (Epilog norymberski) — Станислав Ясюкевич
- 1976 — Фрэнсис Гэри Пауэрс: Истинная история инцидента с самолётом-шпионом U2 / Francis Gary Powers: The True Story of the U-2 Spy Incident — Нехемия Персофф
- 1985 — Мы обвиняем — Сергей Яковлев
- 2010 — Берия. Проигрыш — Дмитрий Аксёнов
- 2011 — Контригра — Александр Тютин
- 2015 — Неподкупный — Александр Станилевич
- 2018 — Икра — Андрей Градов
- 2023 — Нюрнберг — Сергей Безруков[16]

## Память

Могила Р. А. Руденко на Новодевичьем кладбище Москвы

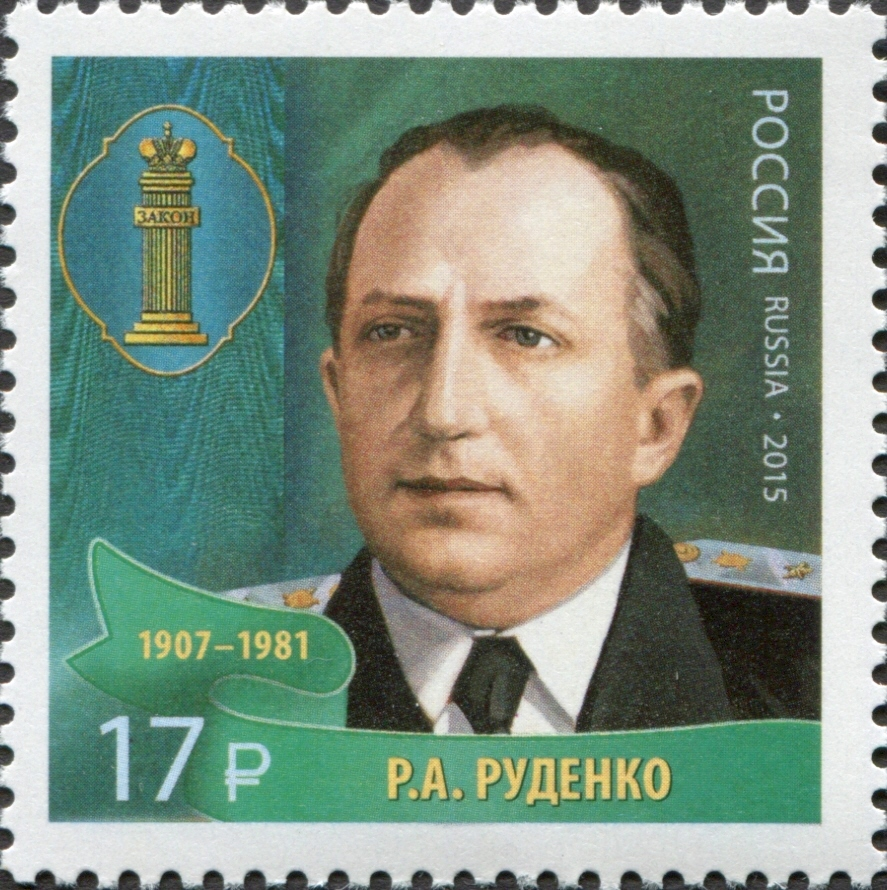
Почтовая марка России, 2015 год

- 11 февраля 1981 года Совет министров СССР принял постановление «Об увековечивании памяти Р. А. Руденко и обеспечении членов его семьи». Имя Р. А. Руденко присвоено Свердловскому юридическому институту. Этим же постановлением утверждалось две стипендии его имени в размере 75 рублей в месяц для лучших студентов этого института. Институт носил имя Р. А. Руденко до 1992 года. Также в соответствии с постановлением в Москве на доме № 15а по улице Пушкинской, где долгие годы работал Роман Андреевич Руденко, была установлена мемориальная доска.
- В 2015 к 70-летию Нюрнбергского процесса Генеральным прокурором Российской Федерации учреждена ведомственная награда — медаль Руденко[17].
- Портреты Р. А. Руденко и И. Т. Никитченко изображены на полях почтового блока «70 лет Международному военному трибуналу в Нюрнберге», выпущенного Почтой России в 2016 году (номинал 70 руб., тираж 70 тыс., художник-дизайнер А. Московец)[18].
- 20 января 2022 года в Новосибирске был установлен бюст Романа Руденко[19].